# Гвадалупе (Сан-Томе і Принсіпі)
Гвадалу́пе(порт. Guadalupe) — місто, розташоване в північній частині острова Сан-Томе (держава Сан-Томе і Принсіпі). Місто є восьмим за чисельністю населення в країні: воно складає 1734 особи (на 1 січня 2005, оцінка). Згідно з переписом, у 2000 році в місті проживало 1543 людини. Є адміністративним центром округу Лобата.

## Спорт
У місті грає футбольна команда Дешпортіву (Гвадалупе).